# Kernkraftwerk Rostow
Das Kernkraftwerk Rostow (russisch Ростовская АЭС [anhörenⓘ]), zwischenzeitlich Kernkraftwerk Wolgodonsk (russisch Волгодонская АЭС [anhörenⓘ]) ist etwa zwölf Kilometer von der Stadt Wolgodonsk entfernt am Zimljansker Stausee gelegen. Es befindet sich etwa 120 Kilometer östlich von Rostow am Don in der russischen Oblast Rostow.
Das Kernkraftwerk besitzt zurzeit vier in Betrieb befindliche Reaktoren mit einer Nettoleistung von 3861 Megawatt (MW).

## Geschichte
Mit dem Bau des ersten Kernreaktors wurde am 1. September 1981 begonnen. Der zweite Reaktorblock folgte am 1. Mai 1983. Die Bevölkerung konnte 1990 einen Baustopp der zu diesem Zeitpunkt 95 % bzw. 47 % fertiggestellten Reaktorblöcke 1 und 2 durchsetzen. Die Blöcke wurden zunächst konserviert. Im Februar 2000 wurden nach einem fünfjährigen Überprüfungsverfahren die Bauarbeiten zur Fertigstellung der beiden Blöcke wieder aufgenommen. Am 30. März 2001 wurde der erste Reaktorblock in Betrieb genommen. Der zweite Block wurde am 18. März 2010 erstmals mit dem Stromnetz synchronisiert.
An diesem Standort wurden zwei weitere Reaktoren des Typs WWER-1000 errichtet. Sie sollten ursprünglich im Jahr 2016 und 2018 in Betrieb gehen. Im Juli 2008 begannen die Anhörungen zu dem Bau der beiden Blöcke drei und vier. Dabei wurden die gesammelten Daten wie Umweltauswirkungen und eventuelle radioaktive Unfälle, die sich auf die Umwelt auswirken könnten, der Öffentlichkeit bekannt gemacht. Anstatt das Wasser in Aufbereitungsbecken zu kühlen, sollten nun Kühltürme verwendet werden. Mit dem Bau der beiden Blöcke wurde am 15. September 2009 und am 16. Juni 2010 begonnen. Block 3 ging 2015, Block 4 2018 in Betrieb.

## Angebliche Störungen
Am 15. Juni 2008 wurde in den Nachrichten nur wenige Tage nach dem angeblichen GAU im Kernkraftwerk Leningrad eine weitere Falschmeldung herausgegeben. Angeblich hätten amerikanische Satelliten einen erhöhten radioaktiven Wert in der Nähe des Kernkraftwerks Rostow gemessen. Der Wert soll mehr als 60 Mikroröntgen pro Stunde betragen haben. Wer die Meldung herausgegeben hat, ist nicht bekannt. Rosenergoatom verwies darauf, dass alle Kernkraftwerke normal in Betrieb seien und keine erhöhten Strahlendosen in die Umwelt abgäben.
19. Juli 2024 gab es wieder Falschmeldungen über erhöhte Strahlung.

## Sonstiges
Das Partnerkraftwerk von Rostow ist das tschechische Kernkraftwerk Temelín. Spezialisten beider Kraftwerke arbeiten in regelmäßigen Treffen an gemeinsamen technischen Problemen, wie die Reduktion von Vibrationen in Rohrleitungen und die Effizienz der Durchspülung der Dampferzeuger.

## Daten der Reaktorblöcke
Das Kernkraftwerk Rostow hat vier in Betrieb und zwei im Planstatus gestoppte Blöcke:
| Reaktorblock | Reaktortyp    | Netto- leistung | Brutto- leistung | Baubeginn  | Netzsyn- chronisation | Kommer- zieller Betrieb | Abschal- tung      |
| ------------ | ------------- | --------------- | ---------------- | ---------- | --------------------- | ----------------------- | ------------------ |
| Rostow-1     | WWER-1000/320 | 950 MW          | 1.000 MW         | 01.09.1981 | 30.03.2001            | 25.12.2001              | (2031 geplant)     |
| Rostow-2     | WWER-1000/320 | 950 MW          | 1.000 MW         | 01.05.1983 | 18.03.2010            | 10.12.2010              | (2040 geplant)     |
| Rostow-3     | WWER-1000/320 | 950 MW          | 1.000 MW         | 15.09.2009 | 27.12.2014            | 17.09.2015              | (2045 geplant)     |
| Rostow-4     | WWER-1000/320 | 1.011 MW        | 1.030 MW         | 16.06.2010 | 02.02.2018            | 28.09.2018              | (2048 geplant)     |
| Rostow-5     | WWER-1000/320 | 950 MW          | 1000 MW          | -          | -                     | -                       | Planungen gestoppt |
| Rostow-6     | WWER-1000/320 | 950 MW          | 1000 MW          | -          | -                     | -                       | Planungen gestoppt |